# Bouscule-moi
 (juillet 2010).
Si vous disposez d'ouvrages ou d'articles de référence ou si vous connaissez des sites web de qualité traitant du thème abordé ici, merci de compléter l'article en donnant les références utiles à sa vérifiabilité et en les liant à la section « Notes et références ».
Singles de Elsa
Je s'rai là
(1991) Supplice chinois
(janvier 1993)
Pistes de Douce violence
Mercurochrome Le Cœur ailleurs, l'amour ailleurs
Bouscule-moi est le 16e 45 tours d'Elsa et premier extrait de son album Douce violence.
La chanson est diffusée en avant-première sur Europe 2 début septembre 1992 tandis que le single physique ne sort lui que deux semaines plus tard. Il connaît un rapide succès puisqu'entrant au top 50 et grimpant jusqu'à la 14e place où il restera durant 14 semaines.

## Vidéo-clip
Réalisé par Pascal d'Hoeraene, il est tourné dans un loft du 17e arrondissement de Paris.
Le clip commence par une scène d'Elsa coupant ses longs cheveux aux ciseaux. On la découvre tantôt avec une perruque blonde tantôt avec une perruque bleue, vêtue d'une robe glamour ou en marcel, évoluant dans une baignoire avec le maquillage négligé, vampant un boxeur, joué par Jean-Olivier Levard qu'elle embrasse langoureusement sur un lit. L'image ici donnée est alors relativement loin de celle de ses anciens clips.
Le clip sort dans une K7 vidéo promotionnelle, précédée d'une interview entre Elsa et Thierry Séchan.

## Supports commerce
- 45 tours
  - Face A : Bouscule-moi  3:30
  - Face B : Amoureuse, moi?  4:10

- K7 2 titres
  - Face A : Bouscule-moi  3:30
  - Face A : Amoureuse, moi?  4:10
  - Face B : Bouscule-moi  3:30
  - Face B : Amoureuse, moi?  4:10

- CD 2 titres
  - Piste 1 : Bouscule-moi  3:30
  - Piste 2 : Amoureuse, moi?  4:10

- 45 tours promo dans une enveloppe légère, avec le plan promotionnel et un voile en papier calque avec le titre Bouscule-moi
  - Face A : Bouscule-moi  3:30
  - Face B : Amoureuse, moi?  4:10

- K7 video promo dans un coffret carton contenant le CD et la K7 Douce violence accompagné d'un carton relatant l'interview faite entre Thierry Séchan et Elsa qui précède le clip dans le vidéo.

La Chanson est également sur la compilation Elsa, l'essentiel 1986-1993.

## Anecdotes
Elsa n'a jamais chanté en live cette chanson lors de ses concerts publics.
Elle parle de cet album, et notamment de Bouscule-moi comme d'une chanson d'adolescente rebelle à une période définie, qui ne lui correspond en rien aujourd'hui.
Le coffret promo Douce violence avec la K7 vidéo est très rare. Seuls 500 exemplaires furent édités. Idem pour le 45 tours promo.
Lors de la sortie de l'album et du single Bouscule-moi, le magazine Podium proposait de remporter, en plus du coffret promo Douce violence, une mèche de cheveux d'Elsa.
La chanson a reçu le grand prix de l'UNAC 1992. Voir la page
C'est la dernière chanson d'Elsa, à ce jour, à avoir été classée au top 50.

## Classements et ventes
| Meilleur Classement | Meilleur Classement | Meilleur Classement | Meilleur Classement | Ventes certifiées | Cumul ventes        | Certification France |
| France              | Belgique            | Suisse              | Pays-Bas            | Ventes certifiées | Cumul ventes        | Certification France |
| ------------------- | ------------------- | ------------------- | ------------------- | ----------------- | ------------------- | -------------------- |
| 14                  | -                   | -                   | -                   | -                 | 150 000 exemplaires | -                    |